# 國民院 (瑞士)
國民院（德語：Nationalrat）是瑞士联邦议会的下議院，上議院為联邦院。擁有200席位，國民院是這兩個議院中的較大的一個。

## 人数
国民院有200名议员，是瑞士联邦议会两院制的主要议院。
1848年联邦成立时，这个数字还没有确定，而是由各州的人口数量得出。根据当时的联邦宪法，一名国民议会成员应代表20,000名居民。因此，1848年召开的第一届国民议会有111名成员。 
在第四次全民投票中。1962年11月通过的宪法修正案将国民院成员人数定为200人。从那时起，按照最大余额法，按照居民人口（即包括没有瑞士公民身份，因此没有投票权的人）的普查结果划分为各州。根据2000年人口普查的结果，2003年的分布发生了变化。此后，席位分配也不时发生变化。每个州必须至少有一个国民院议员。

## 选举程序
国民院每四年由人民选举产生，任期四年，最近一次选举于2023年10月23日星期日举行，投票率为46.6%。瑞士人民党以27.9%的选票仍然是第一大党。
自1919年以来，选举以比例代表制投票方式进行，每个州组成一个选区。每个选区都是一个封闭的选区。例如，德国联邦议会使用的所谓5%的障碍并不存在，因为在瑞士，尽可能明确支持政府形成的政党力量不是基本的。所有具有投票权的瑞士公民均可投票。自1971年以来，妇女可以在国民院选举中投票和当选。1991年，年龄从20岁降至18岁。联邦议会的不一致性规则适用。
选举日每四年在10月的第二个星期日举行。
自人口普查现代化和使用行政数据进行人口普查（2007年）以来，各州的席位分配是根据上次大选后一年的常住人口（包括无选举权者）状况进行的。每个州至少拥有一个席位。拥有一个以上席位的州内席位将按最大余额法分配。只能派一名代表进入国民院的州通过多数选举进行投票，由相对多数决定。
在选举中，各州的政党制定候选人名单。每个候选人名单上最多只有该州国民院席位的候选人。因此，每个选民都可以选择与其州国民院相同的人数：苏黎世州可以选择36人（2023年选举），但乌里州只能选择一人。
此外，每个政党都可以在每个州提交多个名单（例如男性女性名单、青年名单和老年名单，在较大的州也可以提交城市名单和乡村名单）。也可以在几个不同的当事方之间进行名单链接。然而，联邦委员会在2022年10月19日发布的通知中明确规定，不同政党之间的子名单联系（即名单联系内的名单联系）（在以前的选举中经常被容忍）不再被允许。
选民可以选择不变地投票，或通过累积或修改混合名单。一方面，选民可以投票给一个候选人，而剩下的候选人可以直接投票给他所在的政党。另一方面，选民有可能将他应得的选票分配给来自多个政党的候选人。一个或多个候选人可以被列出两次。

## 席位
在选区，席位的分配依照汉狄法程序进行。首先，不考虑单个列表的投票数量，而是列表连接的投票数量。只有在选区中所有要分配的席位按照投票比例分配给各个名单联盟后，名单联盟内获得的席位才会按照汉狄法的名单分配。
候选人由政党名单根据获得的选票数量选出。为了确保被认为是重要的候选人进入国民院而由政党中央进行后续排队是不可能的。不得选举或驱逐国民院议员。宪法也没有规定提前解散国民院。只有在人民通过全面修改联邦宪法的情况下，全体联邦议会（国民院和联邦院）才会解散并重新选举产生。
1995年，经过长期的政党政治稳定，瑞士政党体系开始两极分化。它主要为瑞士人民党（SVP）赢得了选票。与此同时，自由党或州边界在全国范围内消失了各种政党。随着极端政党的加强，人们经常谈论两极化。

### 州层面
下表显示了多年来各州的席位数量。直到2011年，每十年进行一次的人口普查的结果都是决定性的，从2015年开始，人口登记将用于分配。
2024年-2028年的州席位分配：
- 苏黎世州 36
- 伯尔尼州 24
- 卢塞恩州 9
- 乌里州 1
- 施维茨州 4
- 上瓦尔登州 1
- 下瓦尔登州 1
- 格拉鲁斯州 1
- 楚格州 3
- 弗莱堡州 7
- 索洛图恩州 6
- 巴塞尔城市州 4
- 巴塞尔乡村州 7
- 沙夫豪森州 2
- 外阿彭策尔州 1
- 内阿彭策尔州 1
- 圣加仑州 12
- 格劳宾登州 5
- 阿尔高州 16
- 图尔高州 6
- 提契诺州 8
- 沃州 19
- 瓦莱州 8
- 纳沙泰尔州 4
- 日内瓦州 12
- 汝拉州 2

总计 200
按常住人口分配，瑞士国民议会平均占瑞士居民人口的0.5%。在2015年选举的关键年份，这个数字是40,195人（永久居民人口8,039,060人/31。2012年12月）。由于各州的离散分布和每个州至少有一个席位的条款，这个数字因州而异，在15,717人（内阿彭策尔州）和53,438人（外阿彭策尔州）之间。除了阿彭策尔的极端数值外，每个座位的人口在35,471人至43,638人之间，比平均水平低-11.8%至+8.6%。每个国民院席位的选民人数（2011年选举时平均为5,124,034人，25,620人）在2011年选举中（不包括阿彭策尔州）在21,830人（日内瓦外国人比例高于平均水平）和27,459人（伯尔尼）之间，或-14.8%至+7.2%的平均差异。

## 职权
国民院和联邦院作为议会的平等议院，共同履行联邦议会的职责，并具有相同的权力。
国民院和联邦院拥有相同的议会机制。
国民院和联邦院的议事规则相同。
国民院和联邦院是联邦议会的机关。其内部机构（主席团，组织机构，委员会，政党）的规则基本相同。
国民院和联邦院的谈判将在互联网上直播，并在“官方公报”上公布。每次投票时，两院均应公布每个理事会成员的投票结果。理事会成员有不同的披露义务；例如，他们必须在议会以外的地方，特别是在理事会和类似机构的地方，在公共登记册上登记他们的职业活动。另一个公共登记册提供了永久进入联邦院的证件，每个议员可以为两名客人（例如游说家）签发证件。

## 联邦议会
国民议会大厅除了国民院会议外，还是联邦院的会议。常务委员会在这里占据他们的席位，这些席位位置于大厅后面的州徽下方。除了议会会议之外，自1991年以来，联邦宣誓青年会议的年度会议也在国民议会举行。行政代表团负责使用议会大楼，该大楼可用于“国家或国际重要性”的活动。具有议会性质的组织可被允许在联邦众议院议会大厅举行特别会议。非政治组织不应被赋予“有声望”的平台。2019年，在妇女节的框架内，大厅举行了关于社会问题的小组讨论会。 
国民议会议员最初按语言分组后，在1960年代，莱奥·许尔曼提出了新的议事规则；为了改善各党派之间的合作，他希望有一个不同的议事规则，直到1974年才“根据党派和语言”以及“如果可能的话，根据个人愿望”重新规范。直到1995年，议事规则才在考虑到该集团的情况下制定。